# Pfarrkirche Klagenfurt-St. Ruprecht

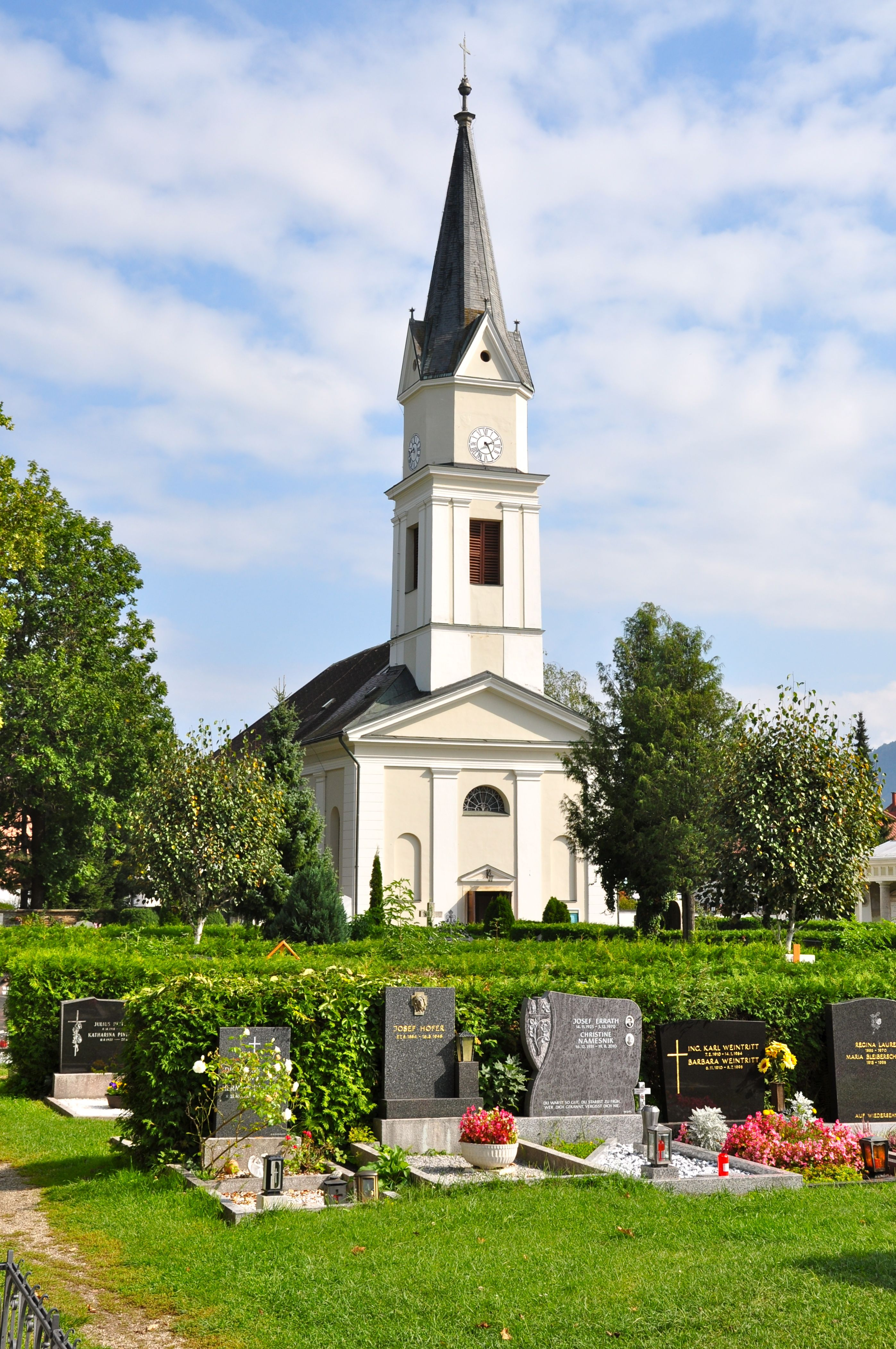
Westfassade mit Turm

Die römisch-katholische Pfarrkirche Klagenfurt-St. Ruprecht steht im gleichnamigen 11. Bezirk St. Ruprecht in der Stadtgemeinde Klagenfurt am Wörthersee in Kärnten. Die Pfarrkirche hl. Ruprecht gehört zum Dekanat Klagenfurt-Stadt in der Diözese Gurk-Klagenfurt. Die Kirche und der Friedhof stehen unter Denkmalschutz.

## Lage
Der Kirchenbau ist vom christlichen Friedhof St. Ruprecht umgeben, der im Süden mit zwei Mauern an den Israelitischen Friedhof grenzt.
Gut erreichbar 500 m vom Klagenfurter Hauptbahnhof.

## Geschichte
Urkundlich wurde der heutige Bezirk St. Ruprecht 1213 erstmals genannt, die Kirche 1283. Im Jahre 1847 wurde die mittelalterliche Kirche abgebrochen und der neue Kirchenbau errichtet und geweiht. 1956 erfolgte ostseitig im Chorbereich eine Erweiterung der Kirche durch den Architekten Helmut Klimpfinger.

## Architektur
Die spätklassizistische Formen der Kirche zeigen sich an der westlichen Giebelfassade mit dem ebendort aufgesetzten Turm mit einem Spitzhelm mit Giebelkranz und an der Nordfassade. Im Süden ist eine neue Sakristei angebaut. Das Langhaus hat ein Tonnengewölbe mit Gurtbögen auf Pilastern. Die neue ausgeweitete Rundbogenapsis aus 1956 hat eine glatte Wandung mit einem hochliegenden Fensterband und eine Flachdecke.

## Ausstattung
Die 22 Glasfenster von Karl Bauer aus 1972 zeigen Heilige und Evangelistensymbole.
Der Altarraum wird von einem großen Eisenkruzifix der Gekreuzigte als Christkönig des Bildhauers Jan Milan Krkoška aus 1972 dominiert. Das Hochaltarbild Taufe eines Bayernherzogs durch den hl. Ruprecht vom Maler Ignaz Preisegger aus der Mitte des 19. Jahrhunderts wurde an die Langhaussüdwand verlegt und in einen Stuckrahmen gelegt. Das Weihwasserbecken schuf 1629 der Steinmetz und Maurermeister Mathias Niger.

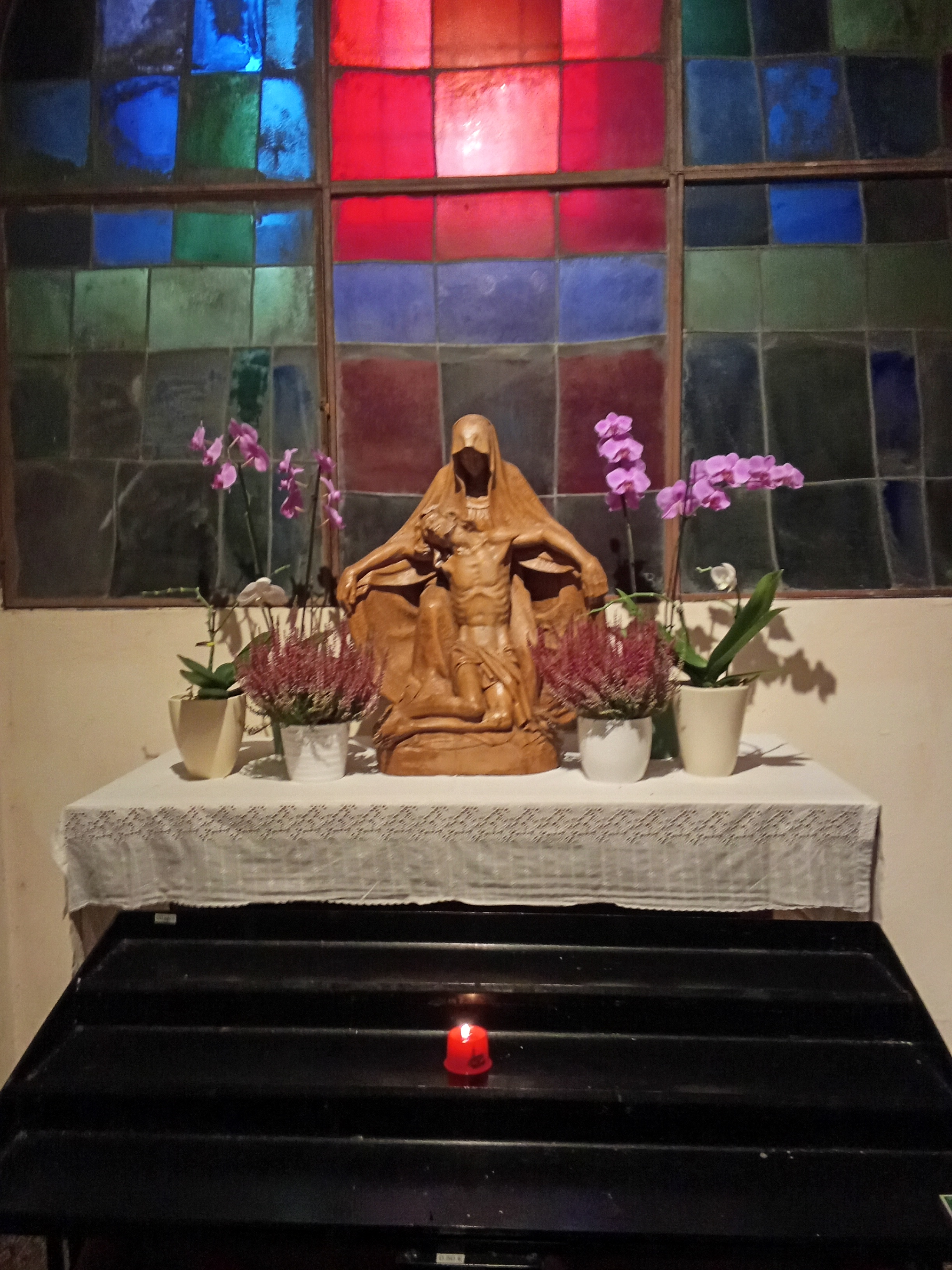
Marienstatue

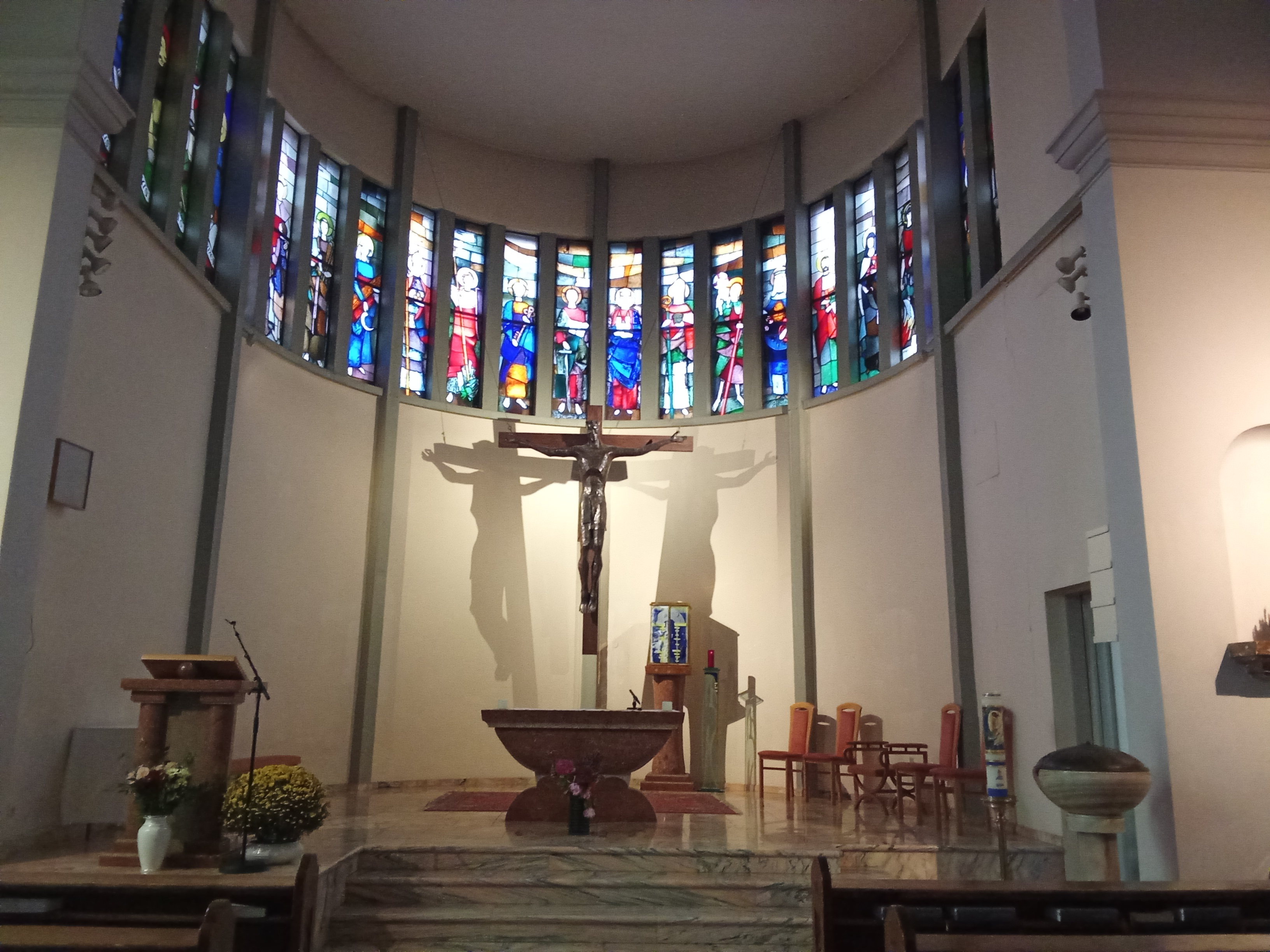
Altar

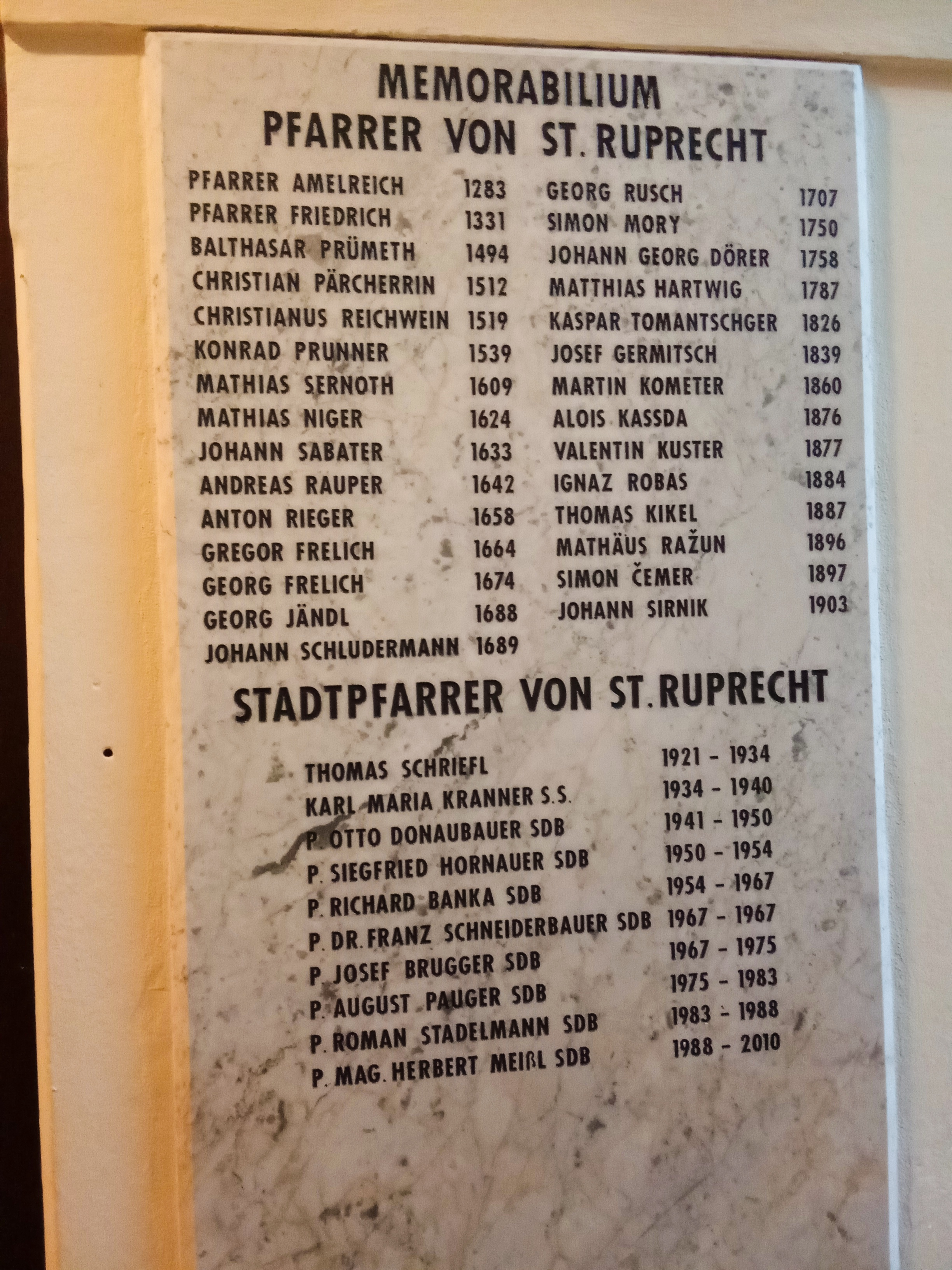
Pfarre der Pfarre St Ruprecht

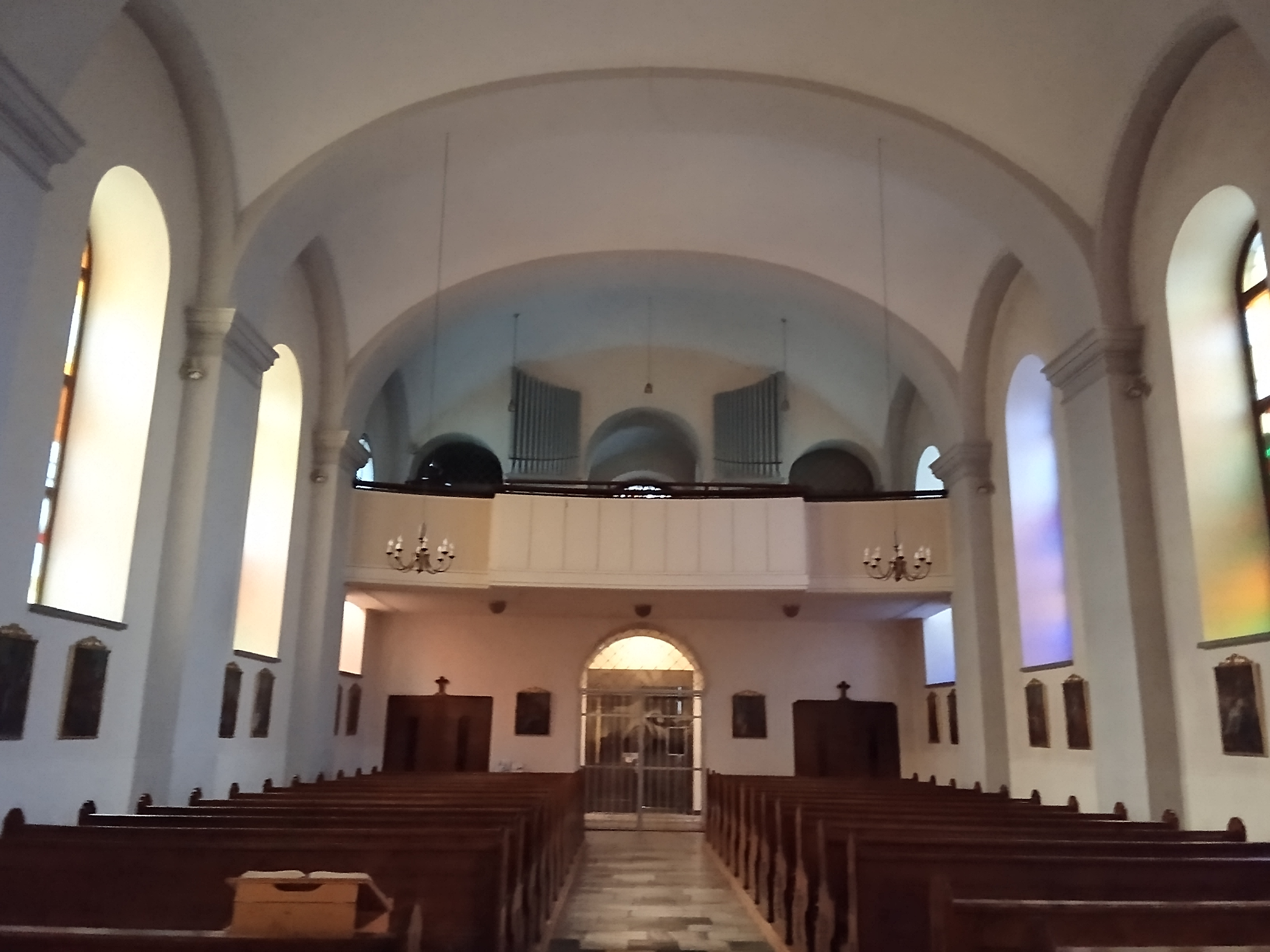
Orgel

## Glocken
Die Kirche hat vier Glocken:
- Glocke 1: größte Glocke; Taufglocke
- Glocke 2: zweitgrößte Glocke; Angelusglocke
- Glocke 3: drittgrößte Glocke; Sterbeglocke
- Glocke 4: kleinste Glocke; Totenglocke

Galerie
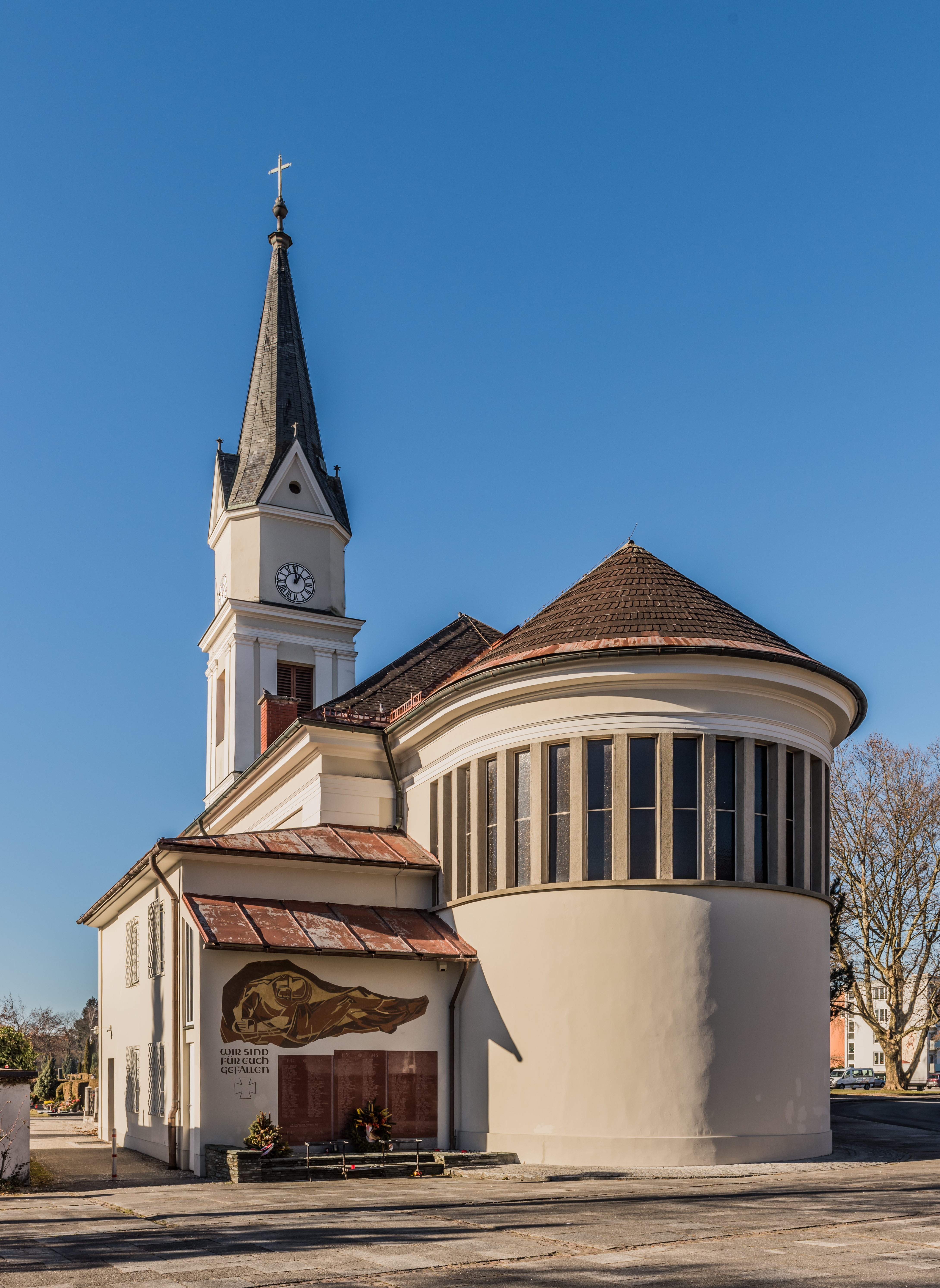
Rückansicht der Kirche mit der 1956 errichteten Apsis
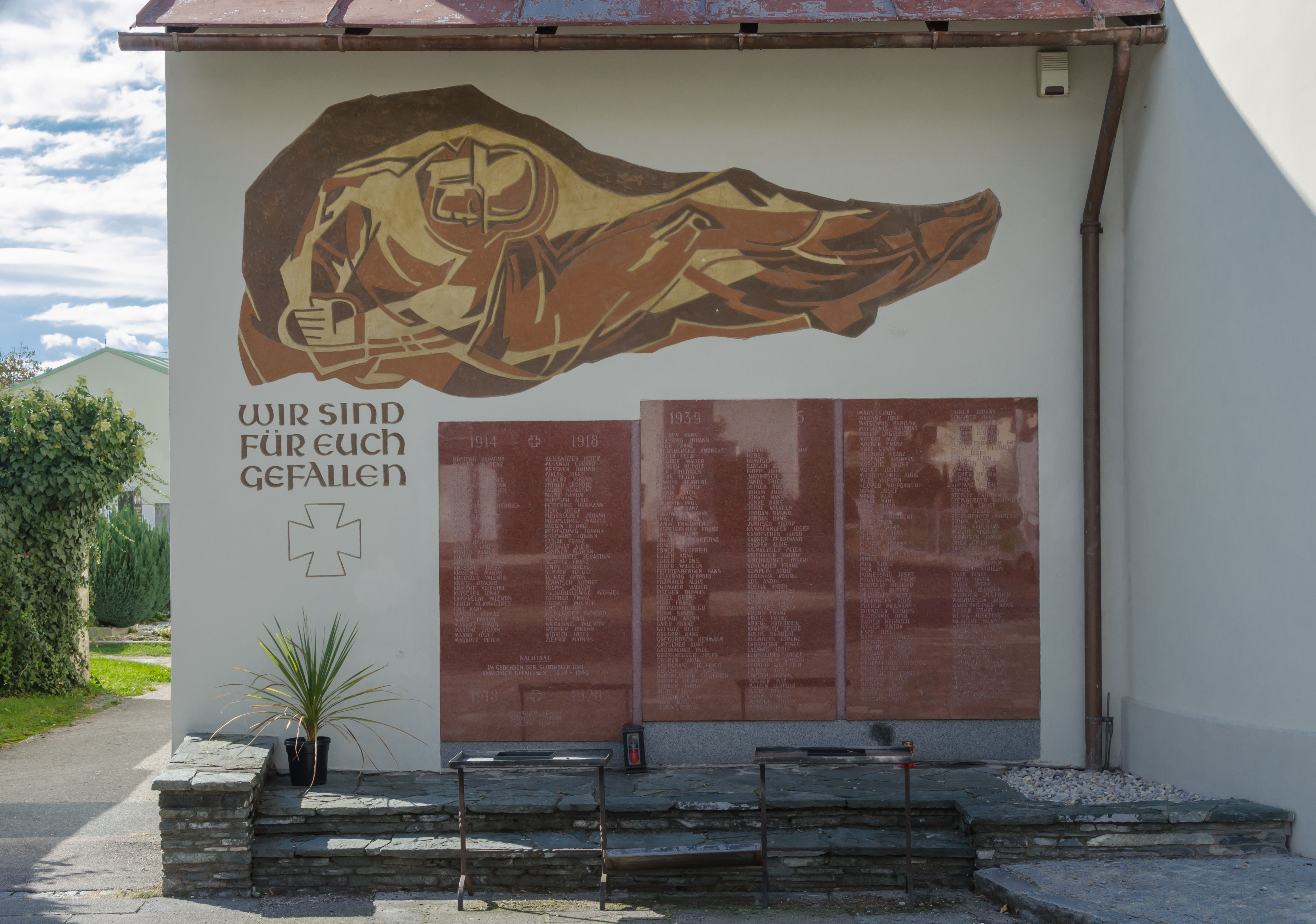
Kriegerdenkmal südlich der Apsis
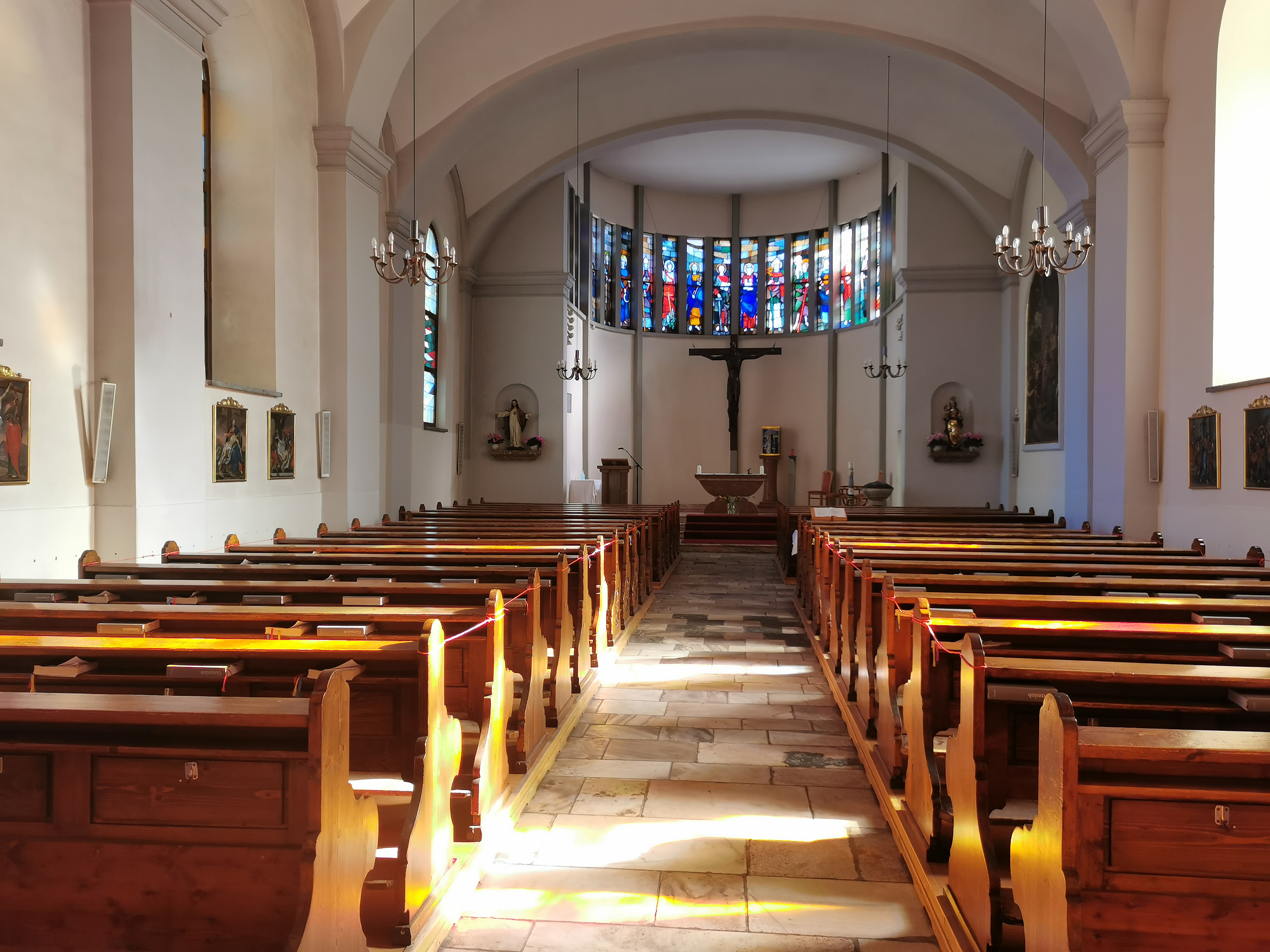
Blick durchs Kirchenschiff
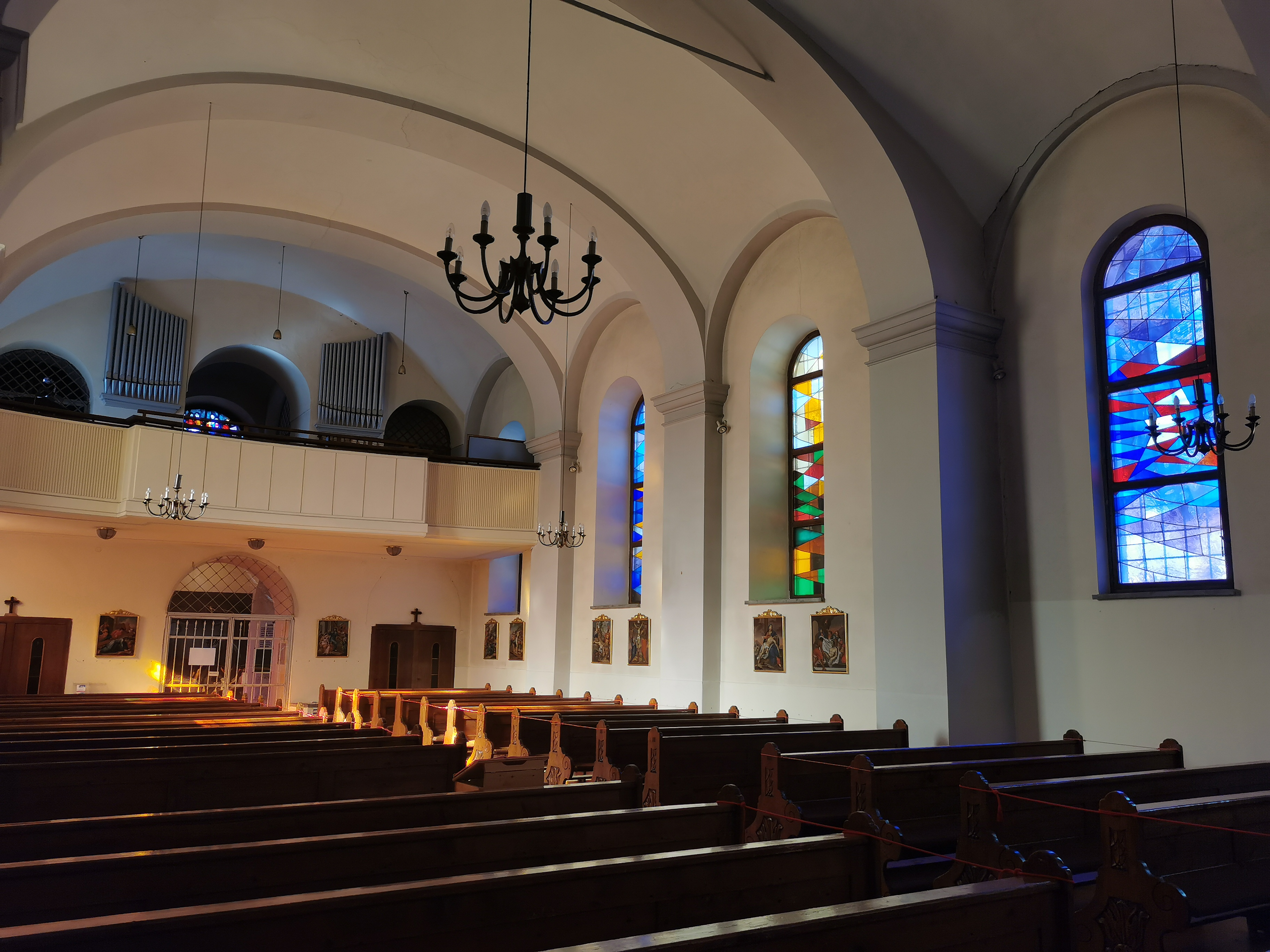
Orgelempore und Glasfenster
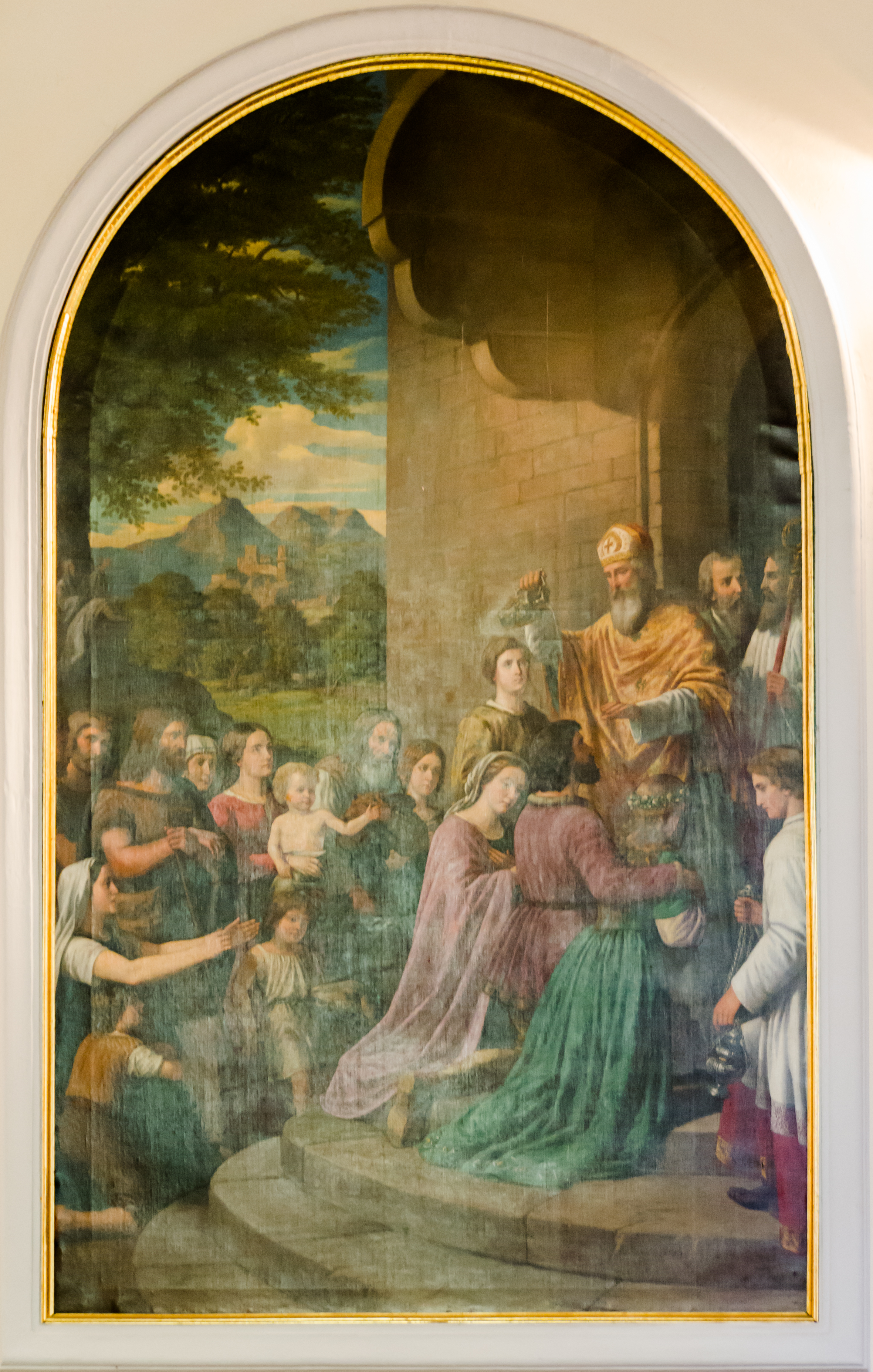
Vor der Umgestaltung des Chorraums verwendetes Altarblatt
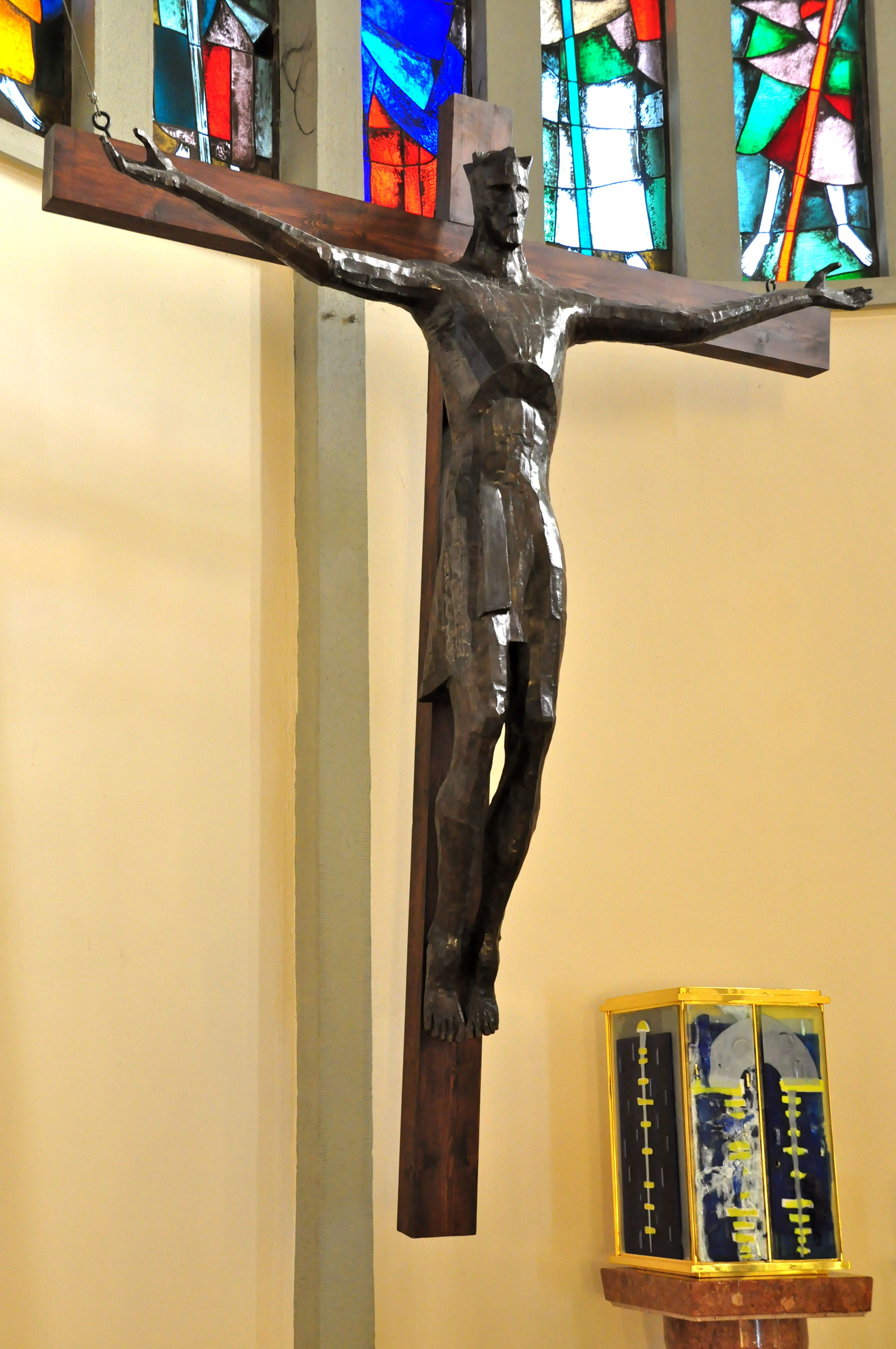
Eisenkruzifix von Jan Milan Krkoška
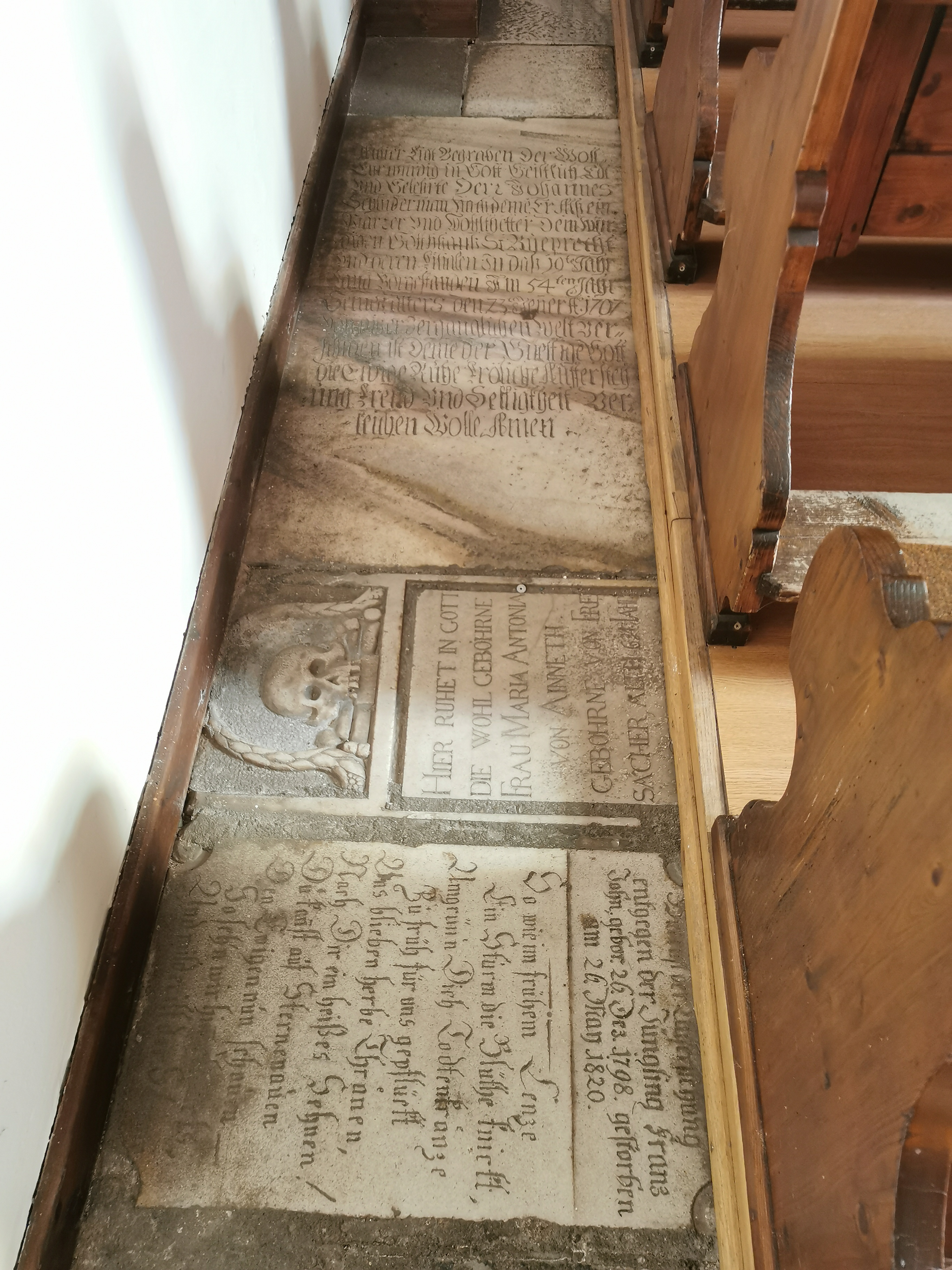
Grabsteine des 18. und 19. Jahrhunderts im Kirchenboden